# Eduardo de Mariátegui
Eduardo de Mariátegui y Martín (1835-1880) fue un ingeniero militar y escritor español.

## Biografía
Nació en Madrid en 1835. Teniente coronel del Cuerpo de Ingenieros y coronel del ejército, publicó numerosas obras de crítica artística y dirigió los periódicos madrileños El Averiguador y El Museo de la Industria (1869-1870), y El Propagador del Arte Militar, además de colaborar en El Arte en España. Usó como firma el pseudónimo «Rhuderic Al-Magherit» y fue autor de una  Crónica de la provincia de Toledo. Falleció el 9 de enero de 1880.

## Obras
- Crónica de la provincia de Toledo (1866)
- Carpintería de lo blanco y tratado de Alarifes (1867)
- Reseña histórico-militar de las Guerras de Alemania e Italia de 1866 (1867)
- Un juego de ajedrez. Leyenda árabe-granadina (1872)
- Glosario de algunos antiguos vocablos de arquitectura y de sus artes auxiliares (1879)
- El capitán Cristóbal de Rojas, ingeniero militar del siglo XVI (1879)
- Zumalacárregui. Estudio militar (1917)